# Graniczna Placówka Kontrolna Straży Granicznej w Sławatyczach
Graniczna Placówka Kontrolna Straży Granicznej w Sławatyczach – zlikwidowana graniczna jednostka organizacyjna Straży Granicznej wykonująca kontrolę graniczną osób, towarów i środków transportu bezpośrednio w przejściu granicznym na granicy z Republiką Białorusi.

## Formowanie i zmiany organizacyjne
W związku z uruchomieniem drogowego przejścia granicznego Sławatycze-Domaczewo, 21 stycznia 1995 roku w strukturach Nadbużańskiego Oddziału Straży Granicznej w Chełmie została utworzona Graniczna Placówka Kontrolna Straży Granicznej w Sławatyczach z miejscem dyslokacji na ww. przejściu.
W 2000 roku począwszy od Komendy Głównej SG, Oddziałów SG i na końcu strażnic SG oraz GPK SG, rozpoczęła się reorganizacja struktur Straży Granicznej związana z przygotowaniem Polski do wstąpienia do Unii Europejskiej i przystąpieniem do Traktatu z Schengen. Podczas restrukturyzacji wprowadzono kompleksową ochronę granicy już na najniższym szczeblu organizacyjnym, tj. strażnica i graniczna placówka kontrolna. Wprowadzona całościowa ochrona granicy zniosła podział na graniczne jednostki organizacyjne ochraniające tylko tzw. „zieloną granicę” i prowadzące tylko kontrole ruchu granicznego. W wyniku tego nastąpiło zniesienie Strażnicy SG w Sławatyczach, a ochraniany odcinek przejęła wraz z obiektami i obsadą etatową Graniczna Placówka Kontrolna SG w Sławatyczach.
Jako Graniczna Placówka Kontrolna Straży Granicznej w Sławatyczach funkcjonowała do 23 sierpnia 2005 roku i 24 sierpnia 2005 roku, Ustawą z 22 kwietnia 2005 roku O zmianie ustawy o Straży Granicznej..., została przekształcona na Placówkę Straży Granicznej w Sławatyczach (PSG w Sławatyczach) w strukturach Nadbużańskiego Oddziału Straży Granicznej.

## Ochrona granicy

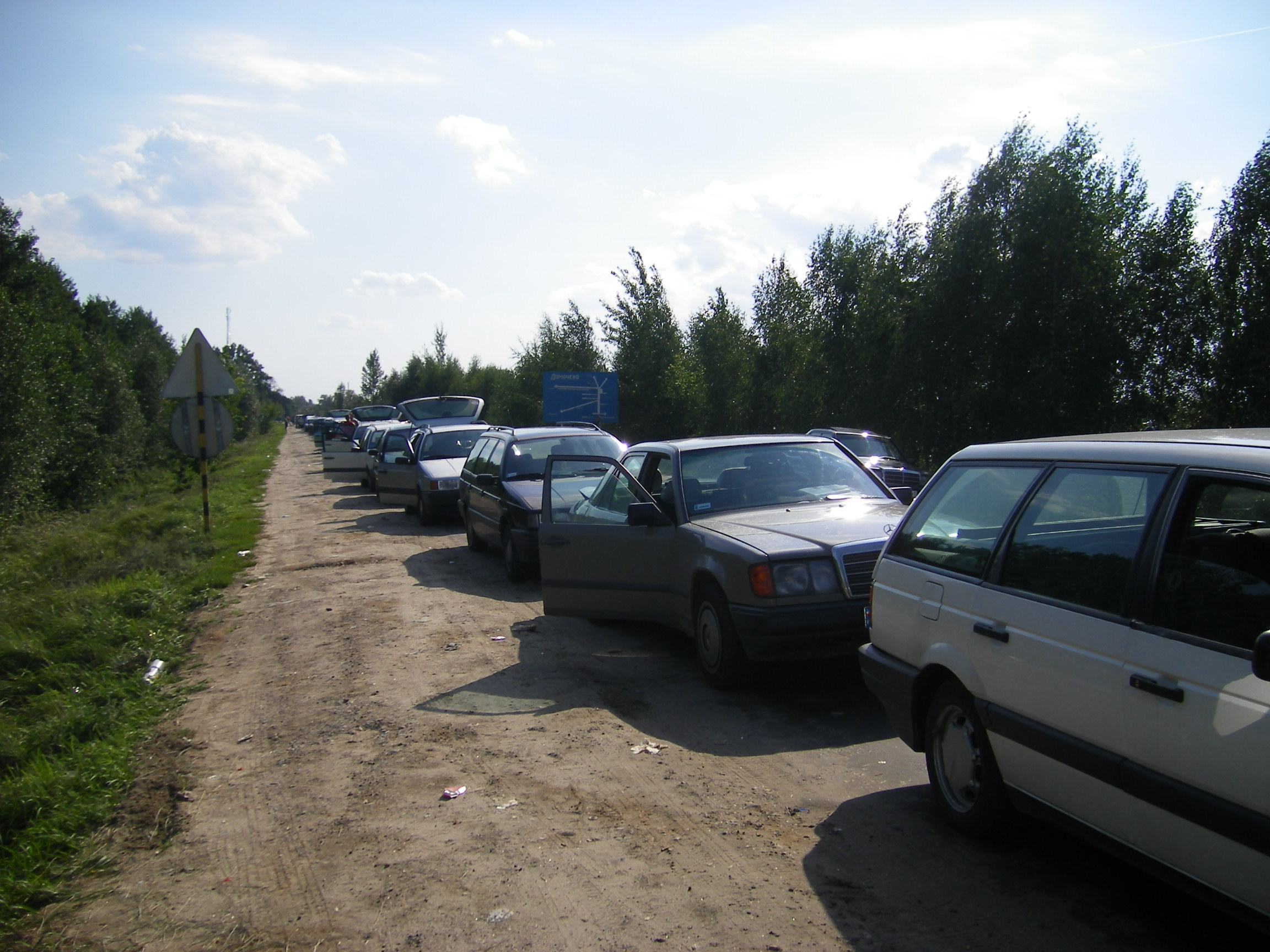
Przejście graniczne Sławatycze-Domaczewo, widok po stronie białoruskiej (sierpień 2006

2 stycznia 2003 roku GPK SG w Sławatyczach przejęła pod ochronę odcinek granicy państwowej o długości 27 km 790 m, od rozformowanej Strażnicy SG w Sławatyczach.

### Podległe przejście graniczne
- Sławatycze-Domaczewo[6].

## Sąsiednie strażnice
- Strażnica SG w Kodniu ⇔ Strażnica SG w Dołhobrodach – 02.01.2003[3].

## Komendanci granicznej placówki kontrolnej
- Wojciech Wołoch (1996–2001)[7]
- mjr SG Małgorzata Tarasiuk (2001–24.08.2005)[6].